# Casa Joan de la Coloma
Casa Joan de la Coloma és una casa del municipi de Castelló d'Empúries (Alt Empordà) inclosa en l'Inventari del Patrimoni Arquitectònic de Catalunya.

## Descripció
Casa situada dins del nucli antic de Castelló d'Empúries, en el barri del Mercadal i al costat de la basílica menor de Santa Maria. L'edifici fa cantonada entre la plaça Mossèn Cinto Verdaguer i el carrer Carbonar.
Edifici de planta rectangular format per una sola crugia paral·lela a la façana principal, que dona a la plaça Mossèn Cinto Verdaguer. Consta de planta baixa, planta pis i altell. Sembla que a l'interior de l'edifici es documenten sostres de volta de creueria amb la fàbrica de maó, sustentats per pilars de pedra. La façana principal es troba completament arrebossada, tot i que al nivell de la planta baixa aquest revestiment està grafiat imitant carreus perfectament escairats. Es documenta la porta principal, d'obertura rectangular i amb els brancals i la llinda de pedra treballada. A la primera planta, les tres obertures són rectangulars i amb sortida a tres balcons independents amb una senzilla barana de ferro. Les obertures de l'altell són simples finestres d'arc rebaixat emmarcades amb l'ampit de maó. La façana que dona al carrer Carbonar és força més interessant. La cantonada es troba bastida amb carreus de pedra. A l'altura del forjat de la primera planta es localitza un petit relleu que representa un rostre humà. També destaca el portal d'accés al garatge, d'obertura rectangular però amb els brancals i la llinda de pedra treballada, tot i que no és original del moment de construcció. Al centre de la llinda s'aprecia un petit escut de Catalunya, que és l'escut dels comtes-reis sobirans de Barcelona. Un altre element destacable és la finestra de la primera planta, d'obertura rectangular amb columnetes d'estil gòtic i guardapols rematat amb dues figures esculpides que mostren dos petits escuts. La finestra es troba emmarcada amb brancals adovellats i té l'ampit motllurat.

## Història
Aquesta casa pairal està inscrita en el barri de Puig Salner, origen i nucli antic de l'actual Castelló, lloc d'origen del primer nucli prefeudal i feudal, des d'on s'estengué la població. Aquest nucli vell o barri monumental s'engloba dintre de l'antic perímetre de les muralles, avui en dia parcialment desaparegudes. Encara que la casa data del s. XVI, el traçat del carrer és anterior, continuant la distribució urbanística de l'època medieval, sent possible que aquesta casa s'hagués edificat sobre restes tardomedievals. Desgraciadament no es disposa de fonts escrites ni estudis arqueològics que ho contrastin.
L'únic document escrit que podria fer referència a la casa Joan de la Coloma es troba en el testament de Josep Maria de Caramany Ros i de Camps, on dona la casa del carrer dels Ciutadans de Girona, la casa del carrer del Carbonar de Castelló i els cortals d'Avinyó i Savarrés en benefici de la seva filla Ramona. Tot i això, la menció és ambigua al no concretar el nom de la casa en qüestió.